# フレドホルムの定理
フレドホルムの定理 (英語: Fredholm's theorems) とは、エリック・イヴァル・フレドホルム (Erik Ivar Fredholm) の積分方程式の理論であるフレドホルム理論から導かれる、有名ないくつかの結果のことをいう。それらの定理は互いに密接に関係し、いくつかの文脈、積分方程式や線形代数、バナッハ空間上のフレドホルム作用素で説明される。
フレドホルムの交代定理 (Fredholm alternative) はフレドホルムの定理のひとつである。

## 線形代数
線形代数におけるフレドホルムの定理とは、次のようなものである。
M が行列ならば、M の行空間の直交補空間は M の零空間 ker M である。
{\displaystyle (\operatorname {row} M)^{\bot }=\ker M.}
同様に、M の列空間の直交補空間は M のエルミート共役 (随伴) M * の零空間  ker M * である。
{\displaystyle (\operatorname {col} M)^{\bot }=\ker M^{*}.}

## 積分方程式
積分方程式のフレドホルムの定理は次のように表される。
{\displaystyle K(x,y)} を積分核 (kernel) とし、斉次方程式、
{\displaystyle \int _{a}^{b}K(x,y)\phi (y)\,dy=\lambda \phi (x)}
とその複素共役、
{\displaystyle \int _{a}^{b}\psi (x){\overline {K(x,y)}}\,dx={\overline {\lambda }}\psi (y).}
を考える。ここで、{\displaystyle {\overline {\lambda }}} は複素数 {\displaystyle \lambda } の複素共役を表し、{\displaystyle {\overline {K(x,y)}}} は同様に積分核の複素共役を表す。
このとき、フレドホルムの定理は、いかなる {\displaystyle \lambda } についても、これらの方程式は自明な解 {\displaystyle \psi (x)=\phi (x)=0} を持つか、同数の線形独立な解 {\displaystyle \phi _{1}(x),\cdots ,\phi _{n}(x),\psi _{1}(y),\cdots ,\psi _{n}(y)} を持つことをいう。
積分方程式におけるフレドホルムの定理が成り立つための充分条件は、積分核 {\displaystyle K(x,y)} が矩形 {\displaystyle [a,b]\times [a,b]} の上で自乗可積分なことである。
ここでは、積分を実数軸上の一次元の積分として表しているが、フレドホルム理論の中では、リーマン多様体などを含む多次元空間上の積分作用素へと一般化される。

## 解の存在
フレドホルムの定理はフレドホルムの交代定理と密接な関係がある。非斉次のフレドホルム積分方程式、
{\displaystyle \lambda \phi (x)-\int _{a}^{b}K(x,y)\phi (y)\,dy=f(x)}
の解の存在を考えると、この方程式に解が存在するのは、対応する斉次な共役の方程式の解の完全系 {\displaystyle \{\psi _{n}(x)\}} に対して関数 {\displaystyle f(x)} が直交する場合に限られる。
{\displaystyle \int _{a}^{b}{\overline {\psi _{n}(x)}}f(x)\,dx=0}
ここで {\displaystyle {\overline {\psi _{n}(x)}}} は {\displaystyle \psi _{n}(x)} の複素共役を表し、積分方程式、
{\displaystyle \lambda {\overline {\psi (y)}}-\int _{a}^{b}{\overline {\psi (x)}}K(x,y)\,dx=0.}
の解の一つである。
この定理が成り立つ充分条件は {\displaystyle K(x,y)} が矩形 {\displaystyle [a,b]\times [a,b]} 上で自乗可積分なことである。